# Klaus Miehling
Klaus Michael Miehling (* 24. August 1963 in Stuttgart) ist ein deutscher Cembalist, Komponist und Musikwissenschaftler.

## Leben
Klaus Miehling erwarb 1988 an der Schola Cantorum Basiliensis das Diplom für Alte Musik mit Hauptfach Cembalo und promovierte 1993 an der Universität Freiburg im Breisgau in Musikwissenschaft. Er lebt als freiberuflicher Musiker und Autor musikwissenschaftlicher Texte in Freiburg im Breisgau.

## Wirken und öffentliches Auftreten
Miehlings Werkverzeichnis umfasst in mehr als 380 Opusnummern über 1550 Kompositionen, vokal und instrumental, teils für historische, teils für moderne Instrumente. Dabei distanziert er sich von Strömungen der modernen Musik.
Miehling veröffentlichte mehrere Publikationen in denen er alle Stile der populären Musik (von ihm konsequent als Gewaltmusik bezeichnet) als Ursache für Kriminalität, Sittenverfall und Drogenmissbrauch bezeichnet. Seine Thesen werden oft kontrovers diskutiert und in der öffentlichen Wahrnehmung fast ausschließlich abgelehnt.
Ferner tritt er auch zu politischen Themen an die Öffentlichkeit. Dabei vertritt er Standpunkte aus dem Spektrum der politischen Rechten und des Rechtspopulismus. Er leugnet etwa den menschengemachten Klimawandel, kritisiert die Flüchtlingspolitik Deutschlands und spricht der Bundesrepublik Deutschland den Status eines Rechtsstaats ab.

## Ehrungen und Auszeichnungen
- 2002 Finalist beim Internationalen Wettbewerb für Chorkomposition der Stadt Harelbeke in Belgien mit den Sieben Chansons zu acht Stimmen nach Paul Verlaine op. 85,
- 2008 Finalist beim Kompositionswettbewerb der Comunità Evangelica Luterana di Napoli mit Due Salmi Italiani per quattro voci op. 130.
- 2009 einer von zehn Preisträgern des Longfellow Chorus Composers Competition mit Endymion op. 150/7 in Portland (Maine), USA.
- 2010 3. Preis  beim Kompositionswettbewerb „Einheit durch Vielfalt - Kirche macht Musik“ des Deutschen Musikrats für die Fanfare op. 169/1.
- 2011 Anerkennung (als einziges Werk) beim Kompositionswettbewerb des Corale Monteverdi, Cles (Italien) für Lectio Domenicae Secundae Adventus op. 193.2 (Preise wurden nicht vergeben).
- 2012 Prädikat „Highly commended“ beim Recital Music Carol Competition in Templecombe (England) für The First Nowell op. 203/4 für vierstimmigen gemischten Chor und Orgel.
- 2013 Einer von vier Preisträgern ex aequo mit der Fantasia tertia fugata op. 207/3 für fünf Viole da gamba beim Leo M. Traynor Competition for New Viol Music.
- 2015 „Erstplazierter deutscher Komponist“ in Kategorie A und „menzione speciale“ beim Concorso Internazionale di Composizione "Maurice Ravel" in Bergamo (Italien) für das Klarinettenkonzert op. 177.
- 2016 „Erstplazierter deutscher Komponist“ in Kategorie A und „menzione speciale“ beim Concorso Internazionale di Composizione "Maurice Ravel" in Bergamo (Italien) für das Konzert in g für zwei Violinen und Orchester op. 231.
- 2017 „Honorable Mention“ in Category C (Chorus) beim RED NOTE New Music Festival Composition Competition (Illinois, USA.) für Zwei Chorlieder nach Ch.-M-R. Leconte de Lisle, op. 93. / „Special mention“ und „Special Prize“ in der Kategorie „Classical“ beim Soundtrack Competition der Associazione Ravel in Bergamo (Italien) für acht Sätze aus der Ballettmusik op. 80. / Finalist beim Concours de composition LAUDEM in Montréal (Canada) mit Tubas cum cytharis, Anthem for St. Cecilia's Day for four part mixed Choir and Organ op. 267.
- 2018 Jeweils „Erstplatzierter deutscher Komponist“ und „Honorable Mention“ in Kategorie A und C beim Concorso Internazionale di Composizione "Maurice Ravel" in Bergamo (Italien) mit den Sieben Orchesterliedern nach Renée Vivien op. 245a (Kategorie A) und dem Konzert in D für Viola da gamba, barockes  Streichorchester und B.c. op. 51 (Kategorie C).
- 2019  Jeweils „Erstplatzierter deutscher Komponist“ und „Honourable Mention“ in den Kategorien „Live Free Orchestra“ und „Instruments of the World“ beim Creative Composers Contest in Novara/Alicante (Italien/Spanien) mit Baghavat für Chor, Harfe und Streichorchester op. 91 und der Fantasie für Altblockflöte und Streichorchester op. 59.
- 2023 Primo premio assoluto für die Antifona d’ingresso della 2a Domenica d’Avvento, op. 340/2 und „segnalazioni“ für die Antiphonen op. 340/1 und 340/3 beim Sesto Concorso Internazionale  di composizione di musica liturgica „Luigi Pieressa“ des Coro Polifonico della Cattedrale di Adria (Italien).
- 2023 Einer von drei Preisträgern ex aequo des Zuzana Ruzickova Composition Competition (Viktor Kalabis Prize) mit dem Violinkonzert in d, op. 353.

## Publikationen (Monographien)
- Das Tempo in der Musik von Barock und Vorklassik, (Wilhelmshaven 1993, 3. überarb. Aufl. 2003), ISBN 978-3-7959-0590-3
- Handbuch der frühneuenglischen Aussprache für Musiker, (Hildesheim 2002), ISBN 978-3-487-11777-5
- Gewaltmusik – Musikgewalt, (Würzburg 2006), ISBN 978-3-8260-3394-0
- Gewaltmusik. Populäre Musik und Werteverfall, Berlin 2010, ISBN 978-3-86931-605-5
- Lautsprecher aus! Zwangsbeschallung contra akustische Selbstbestimmung, Berlin 2010, ISBN 978-3-86931-606-2
- Musica humana – Komponieren gegen den Zeitgeist, lulu.com 2025, ISBN 978-1-3266-8737-3